# Penelope Wensley

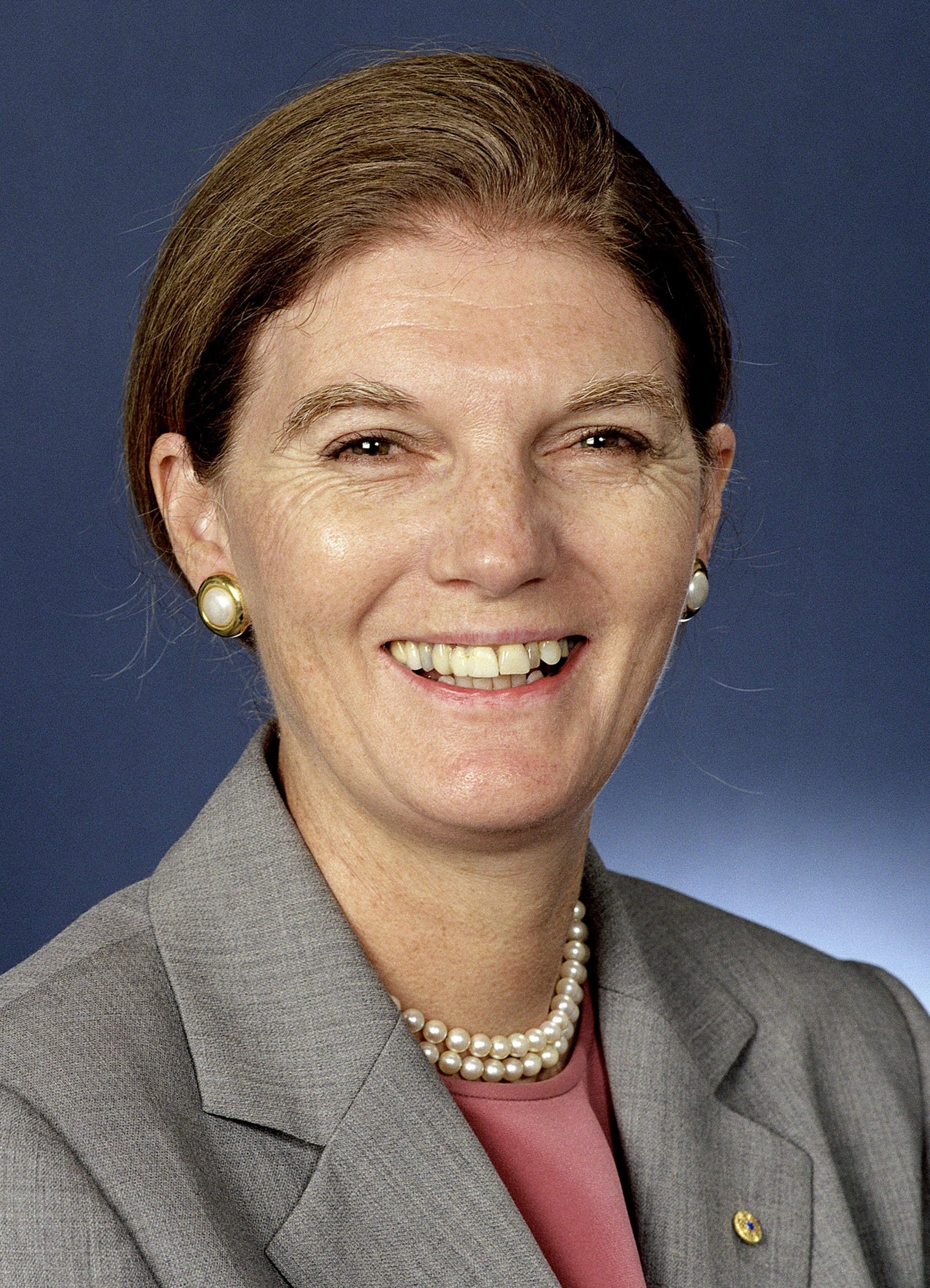
Penelope Wensley

Penelope „Penny“ Anne Wensley, AC (* 18. Oktober 1946 in Toowoomba, Australien) ist eine ehemalige australische Diplomatin und Gouverneurin von Queensland.

## Leben
Sie studierte an der University of Queensland Englische und Französische Literatur. Sie trat 1967 dem Diplomatischen Dienst Australiens bei und war in Frankreich, Mexiko und Neuseeland tätig. Von 1986 bis 1988 war sie Generalkonsulin in Hongkong. 1997 wurde sie der erste weibliche Ständige Vertreter bei den Vereinten Nationen. 2001 und 2011 erhielt sie den Order of Australia für ihre Dienste zur Entwicklung Internationaler Beziehungen. Von 2008 bis 2014 war sie Gouverneurin von Queensland.